# Festival international de musique populaire traditionnelle
Le Festival international de musique populaire traditionnelle se déroule à Vilanova i la Geltrú en Catalogne (Espagne) pendant 3 jours en juin ou en juillet. Il fut créé en 1981. 
Le festival s’inspirent de la tradition. Pendant trois jours, artistes des quatre coins du monde se rassemblent pour développer leurs activités, rencontres, conférences, débats et sections parallèles. Il prend place, chaque année le 3ème week-end de juillet. 
C'est la plus importante manifestation des musiques du monde en la Catalogne par le nombre des créations et des spectateurs, et l'un des plus importants festivals des musiques du monde internationaux. Cet ensemble constitue un rendez-vous important pour les professionnels des musiques du monde du monde entier.

## Editions
- En 2019, le festival aura lieu du 14 au 16 juin.